# Cirque du Fer-à-Cheval
De Cirque du Fer-à-Cheval is een groot keteldal in het Giffremassief in de Franse Voor-Alpen ligt, in de buurt van het dorp Sixt-Fer-à-Cheval in het departement Haute-Savoie. Het gaat om het grootste keteldal van de Alpen. Deze natuurlijke cirque ligt in de vallei van de Giffre-rivier en heeft kliffen van 500 tot 700 meter hoogte. De cirque wordt omringd door toppen van bijna 3000 meter hoogte, waaronder de pic de Tenneverge (2 987 m), le Cheval Blanc (2 831 m) et de Grenier de Commune (2 775 m). Deze bergen maken deel uit van Haut-Giffre. In juni bereikt de sneeuwsmelt zijn hoogtepunt en vormen zich meer dan dertig watervallen op de kliffen.
De cirque ligt in het natuurreservaat réserve naturelle nationale de Sixt-Passy en is een van de "Grand Site de France".